# میوجوگاتاکه (کاناگاوا)
کوه میُوجُوگاتاکِه (به ژاپنی: 明星ヶ岳 kintokiyama) در استان کاناگاوا (神奈川県) قرار دارد. ارتفاع این کوه ۹۲۳ متر است. این کوه یکی از کوه‌های منطقهٔ کوه هاکونه (箱根山) محسوب می‌شود.

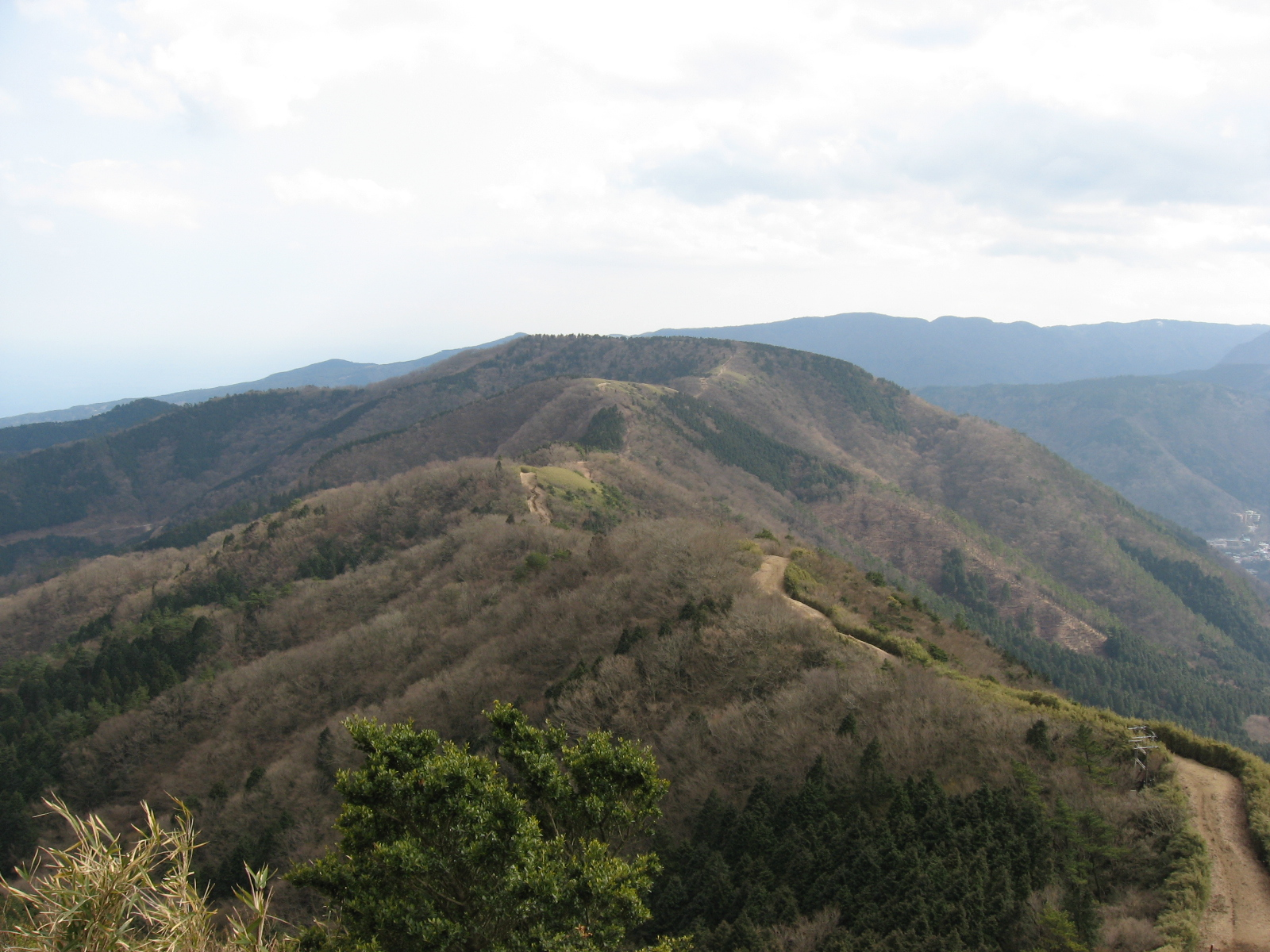
میوجوگاتاکه (明星ヶ岳) در ناحیهٔ هاکُونه.